# Rio Usutu
O rio Usutu (suazi: Lusutfu, também chamado em língua inglesa Great Usutu) é o maior rio da Suazilândia. Tem origem perto da localidade de Amsterdam, na província sul-africana de Mpumalanga, corta os montes Libombos e toda a região central do país, e a partir da confluência com o rio Pongola, forma o rio Maputo, no sul de Moçambique.
No rio Usutu localiza-se o ponto mais baixo da Suazilândia: 21 metros acima do nível do mar.
Na Suazilândia o rio corta as localidades de Bhunya, Loyengo, Siphofaneni e Big Bend. Nenhuma grande cidade se formou ao longo de seu curso devido aos grandes vales e florestas, mas existem muitos campos de golfe, hotéis e reservas naturais.